# X für U – Bilder, die lügen
X für U – Bilder, die lügen ist eine Wanderausstellung der Stiftung Haus der Geschichte der Bundesrepublik Deutschland in Kooperation mit der Bundeszentrale für politische Bildung. Idee und Konzept stammen von Jürgen Reiche. Die Ausstellung thematisiert die Objektivität von Bildern und zeigt Grundmuster der Manipulation von und mit Bildern. Der Titel der Ausstellung geht auf das Sprichwort Ein X für ein U vormachen zurück.
In einem „Lügen-ABC“ veranschaulichen rund 300 Objekte die Bandbreite des Themas. Der Name der Ausstellung spielt auf die Redewendung Jemandem ein X für ein U vormachen an. Die Ausstellung fand vielfache Resonanz in den Medien.

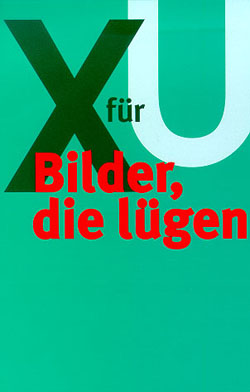
Poster der Ausstellung

## Themen der Ausstellung
Durch die Macht der Bilder bleiben diese im Gedächtnis haften, so zum Beispiel Marilyn Monroe mit wehendem Kleid oder Albert Einstein mit herausgestreckter Zunge. Aber auch die Flucht des Volkspolizisten am 15. August 1961, kurz nach Beginn des Mauerbaus, aus Ost-Berlin. Oder das Bild des Fotografen Nick Út von Phan Thị Kim Phúc, das ein vietnamesisches Kind nach einem Napalmangriff zeigt.
Die Ausstellung beginnt mit dem Film Wag the Dog, in dem die Manipulation der Bevölkerung durch die Medien satirisch aufbereitet wird.

### Das Lügen-ABC
„Das Lügen-ABC“ ist Hauptthema der Wanderausstellung, nachfolgend die Punkte, wie diese in der Ausstellung und auch im Begleitbuch genannt werden.
A – Aktuelles
- Hier werden aktuelle Manipulationen der Medien gezeigt, wie z. B. der Anschlag von Luxor 1997: Die Schweizer Boulevardzeitung Blick hatte Wasserpfützen auf dem Originalfoto rot eingefärbt, die dadurch wie eine große Blutlache erschienen.

B – Born, Michael
C – Comic
- Auch Comics können lügen, wenn diese zensiert oder retuschiert werden. Unfreiwillige Komik kann hier entstehen, wenn ein Gegenstand zwar weggezeichnet wird, aber der enthaltene Text vorhanden bleibt.

D – Damnatio memoriae
- Die vollständige Retuschierung von Trotzki und Kamenew aus den Aufnahmen, die Grigori Petrowitsch Goldstein bei der Rede Lenins auf dem Swerdlow-Platz in Moskau am 5. Mai 1920 gemacht hatte.[4]

E – Entnazifizierung
- Nicht nur Personen, sondern auch Bilder und Gegenstände wurden entnazifiziert.[5]

F – Führermythos
G – Golfkrieg
H – Hitler-Tagebücher
I – Ikone
- Da die zunächst auf Iwo Jima gehisste US-Flagge zu klein war, wurde der Vorgang mit einer größeren Flagge wiederholt und durch Joe Rosenthal im Bild Raising the Flag on Iwo Jima festgehalten.
- Jewgeni Ananjewitsch Chaldej ließ das Hissen der sowjetischen Flagge auf dem Reichstagsgebäude wiederholen und retuschierte das Bild Auf dem Berliner Reichstag, 2. Mai 1945 später mehrfach.

J – Jugendfrei

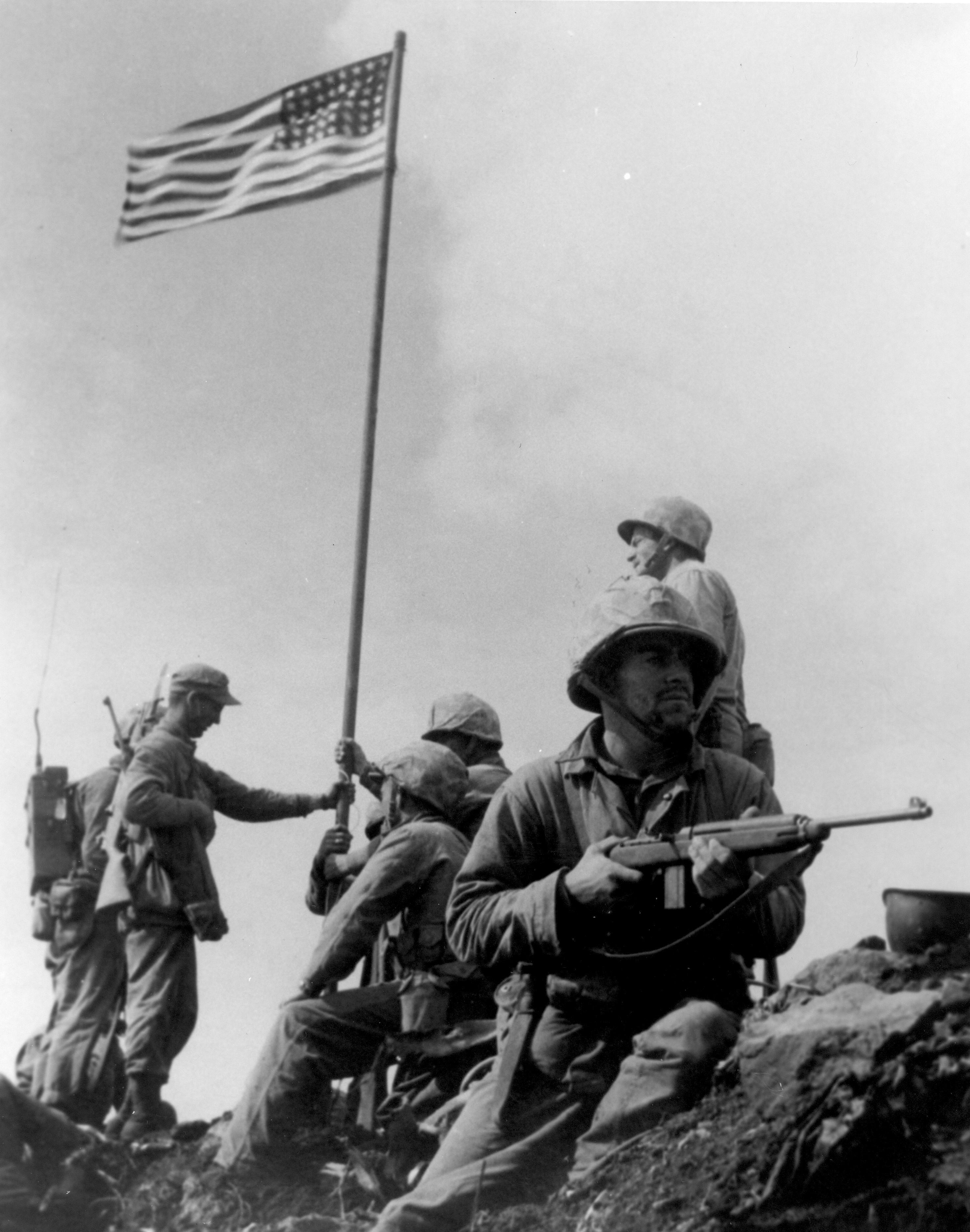
Originalbild mit kleiner US-Flagge

- Das Plattencover Country Life der Rockgruppe Roxy Music von 1974. Auf dem Original sind zwei Frauen in Unterwäsche zu sehen, die mehr zeigen als verhüllen. Das zensierte Cover zeigt nur noch die Tannenzweige des Hintergrunds.
- Kommune 1[6]

K – Kalter Krieg
- Der schwarze Kanal
- Propaganda

L – Legendenbildung
- Duck and Cover
- Zivilschutzfibel

M – Morphing
N – Nazikult und Nazierbe
- Bildberichter
- Nazi-Devotionalien

O – Optische Täuschung
- Ames-Raum

P – Paragraph
- Caroline-Urteil

Q – Querschläger
- Wembley-Tor

R – Rufmord
S – Satire
T – Text und Bild
- Wenn Text und Bild in einen anderen Zusammenhang gebracht werden.

U – Ufologie
V – Volksaufstand
W – Werbung
X – Xenophobie
Y – Yellow Press
- Caroline-Urteil

Z – Zukunft
- Bluescreen-Technik
- Digitales Wasserzeichen

### Rahmenprogramm
Neben dem Lügen-ABC gibt es bei der Wanderausstellung bei den meisten Veranstaltern ein weiteres Begleitprogramm. So veranstalteten zum Beispiel das ZDF und die Landeszentrale für politische Bildung Rheinland-Pfalz Vorträge und Diskussionen mit prominenten Journalisten und Historikern.

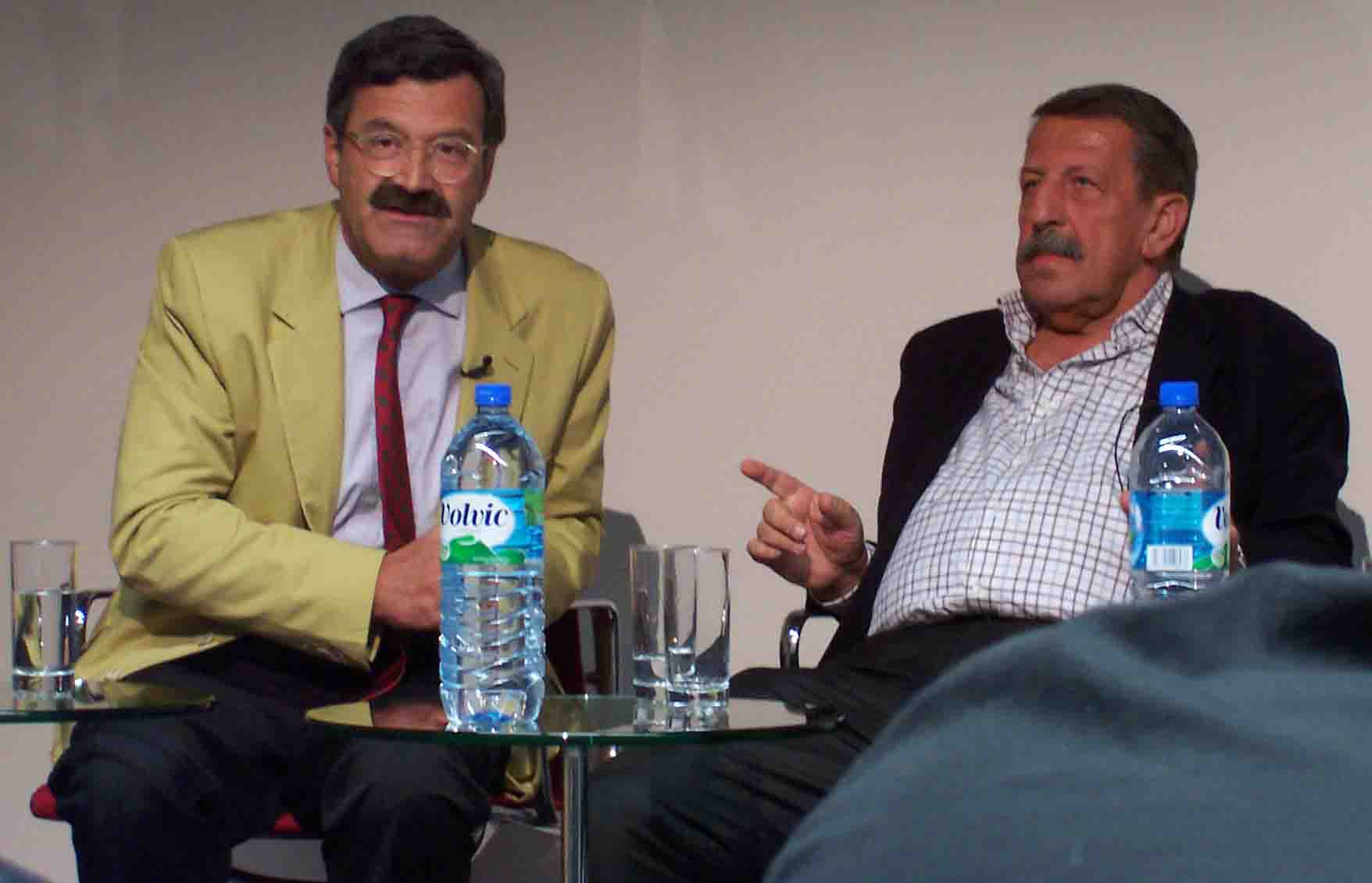
Nikolaus Brender (links) und Ulrich Kienzle (rechts) während einer Podiumsdiskussion zum Thema Die Macht der Bilder im Jahr 2005
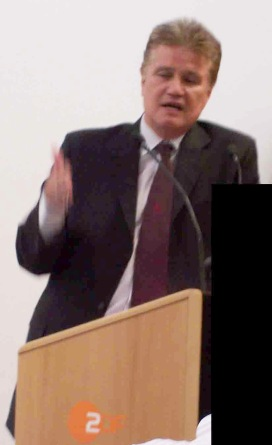
Guido Knopp während eines Vortrages Bilder, die Geschichte machten im ZDF (2005)

## Stationen der Wanderausstellung
| Ausstellungsort                            | Ort                 | Datum (von bis)                      | in Zusammenarbeit mit                                 |
| ------------------------------------------ | ------------------- | ------------------------------------ | ----------------------------------------------------- |
| Kunsthalle Frankenthal                     | Frankenthal (Pfalz) | 9. Juli – 29. August 2010            | —                                                     |
| Schloss Hartenfels                         | Torgau              | 31. Oktober 2009 – 11. April 2010    | —                                                     |
| Pasinger Fabrik                            | München             | 11. September – 21. Oktober 2009     | —                                                     |
| Zeughaus Innsbruck                         | Innsbruck           | 3. April – 30. August 2009           | —                                                     |
| Liechtensteinisches Landesmuseum           | Vaduz               | 31. Oktober 2008 – 22. März 2009     | —                                                     |
| Museum für Kommunikation                   | Bern                | 19. Oktober 2007 – 6. Juli 2008      | —                                                     |
| Kulturforum Burgkloster Lübeck             | Lübeck              | 28. April – 7. Oktober 2007          | Otto-von-Bismarck-Stiftung                            |
| Focke-Museum                               | Bremen              | 17. Januar 2007 – 15. April 2007     | —                                                     |
| Kulturgeschichtliches Museum Osnabrück     | Osnabrück           | 24. September 2006 – 7. Januar 2007  | VHS Osnabrück                                         |
| Musée d’Histoire de la Ville de Luxembourg | Luxemburg           | 28. Januar 2006 – 10. September 2006 | —                                                     |
| Museum Industriekultur                     | Nürnberg            | 14. Juli 2005 – 15. Januar 2006      | —                                                     |
| ZDF-Sendezentrum                           | Mainz               | 13. März 2005 – 3. Juli 2005         | Landeszentrale für politische Bildung Rheinland-Pfalz |
| Deutsches Zeitungsmuseum                   | Wadgassen           | 22. Januar 2005 – 6. März 2005       | —                                                     |
| Historisches Museum Hannover               | Hannover            | 18. September 2004 – 9. Januar 2005  | —                                                     |
| Museum für Kunst und Gewerbe               | Hamburg             | 15. Mai 2004 – 5. September 2004     | —                                                     |
| Pommersches Landesmuseum                   | Greifswald          | 14. Februar 2004 – 28. April 2004    | —                                                     |
| Deutsches Historisches Museum              | Berlin              | 2. Oktober 2003 – 1. Februar 2004    | —                                                     |
| Museum für Kommunikation Frankfurt         | Frankfurt am Main   | 17. August 2000 – 15. Oktober 2000   | —                                                     |
| Zeitgeschichtliches Forum                  | Leipzig             | 2. März 2000 – 9. Juli 2000          | —                                                     |
| Haus der Geschichte                        | Bonn                | 27. November 1998 – 28. Februar 1999 | —                                                     |